# Te l'avevo detto (programma televisivo)
Te l'avevo detto (Outrageous Acts of Science) è stato un programma televisivo britannico di divulgazione scientifica, in onda tra il 2013 e il 2019. In ogni puntata del programma venivano analizzati venti fra i più strani video di esperimenti amatoriali presenti sul web, rivelandone il loro lato scientifico. Il programma si avvaleva di presentatori provenienti dal mondo accademico, con specializzazione in vari campi.
Trasmesso in Italia inizialmente su DMAX, in seguito ai passaggi di proprietà del canale di trasmissione, è stato mandato in onda dal 2015 su Deejay TV e dal 2016 su Nove.

## Stagioni
| Stagione         | Episodi | Prima TV UK | Prima TV Italia |
| ---------------- | ------- | ----------- | --------------- |
| Prima stagione   | 6       | 2013        | 2013            |
| Seconda stagione | 22      | 2014        | 2014            |
| Terza stagione   | 10      | 2015        | 2016            |
| Quarta stagione  | 13      | 2015        | 2017            |
| Quinta stagione  | 10      | 2016        |                 |
| Sesta stagione   | 9       | 2016        |                 |
| Settima stagione | 17      | 2017        |                 |